# Tornadizos de Ávila
Tornadizos de Ávila es un municipio de España, en la provincia de Ávila, comunidad autónoma de Castilla y León. Está situado en el límite del Valle Amblés que discurre hasta Villatoro, a 8 km de la capital abulense y a 101 km de Madrid. Cuenta con una población de 465 habitantes (INE 2024).

## Símbolos
El escudo heráldico y la bandera que representan al municipio fueron aprobados oficialmente el 14 de diciembre de 1994. El escudo se blasona de la siguiente manera:

«En campo de gules, una cruz latina de oro; bordura de sinople, con cuatro esculturas zoomorfas de toro, de plata, puestas una en jefe, otra en punta y en cada flanco.»
Boletín Oficial del Estado nº 14 de 17 de enero de 1995

La descripción textual de la bandera es la siguiente:

«Bandera: Cuadrada, roja, cruzada de gualdo, fileteada de verde y brochante al centro el escudo municipal.»
Boletín Oficial del Estado nº 14 de 17 de enero de 1995

## Geografía
La localidad está situada a una altitud de 1191 m s. n. m.
| Noroeste: Ávila   | Norte: Ávila    | Noreste: Ávila               |
| Oeste: Ávila      |                 | Este: Herradón de Pinares    |
| Suroeste: Riofrío | Sur: El Barraco | Sureste: Herradón de Pinares |

## Demografía
Tornadizos de Ávila cuenta con una población de 465 habitantes (INE 2024).
| Gráfica de evolución demográfica de Tornadizos de Ávila entre 1842 y 2021                                             |
| |
| Población de derecho según los censos de población del INE. Población de hecho según los censos de población del INE. |

## Cultura

### Fiestas
Las fiestas patronales, en honor a san Miguel Arcángel, son el día 29 de septiembre. El primer domingo de octubre se celebran las dedicadas a la virgen del Rosario.[cita requerida]